# Контроверзе у вези са Свјетским првенством у фудбалу 2022.
Контроверзе у вези са Свјетским првенством у фудбалу 2022. настале су након што је за домаћина првенства двадесет и другог Свјетског првенства у фудбалу изабран Катар, који је тако постао прва арапска држава као и прва држава са Средњег истока која је била домаћин Свјетског првенства.
Избор је створио бројне забринутости и контроверзе у погледу подобности Катара као земље домаћина и правичности процеса избора домаћина од стране Фифе. Критике бројних медијских кућа, спортских стручњака и група за људска права истакле су проблеме као што су сиромашна фудбалска историја Катара, висока очекивана цијена, локална клима и стање људских права у Катару. Наведене су и бројне оптужби за подмићивање између катарског комитета за кандидатуру и чланова и руководилаца Фифе. Неколико чланова Фифе од тада је објавило да је одлука да се првенство додијели Катару била грешка, укључујући Теа Цванцигера и бившег предсједника те организације Сепа Блатера.

## Позадина
Катар је поднио кандидатуру за првенство 2022. са циљем да постане прва арапска држава, као и прва држава са Средњег истока која ће бити домаћин Свјетског првенства. Претходне кандидатуре арапских држава су биле неуспјешне: Мароко се кандидовао за првенства 1994, 1998, 2006. и 2010, док су се за првенство 2010. такође заједнички кандидовали Либија и Тунис, чија кандидатура је одбијена, као и Египат који није добио ниједан глас. Шеик Мохамед бин Хамад бин Калифа ел Тани, син бившег емира Катара, именован је за предсједника комисије за кандидатуру. Истакли су да им је циљ да промовишу кандидатуру као јединство Арапа и надали су се да ће добити подршку цијелог арапског свијета, а такође су кандидатуру користили као прилику да приближе разлике између арапског и западног свијета. У новембру 2009. покренули су рекламну кампању широм државе.
На гласању 2. децембра, Катар је изабран за домаћина првенства, након чега су почели да граде инфраструктуру и суочили су се са бројним оптужбама за кршење људских права, за куповину гласова, као и са проблемима са великим врућинама током љета, а Тони Манфред је за Yahoo написао 14 разлога због којих ће првенство у Катару да буде катастрофа.

## Питања људских права
Током година, о стању људских права у Катару извјештавало је неколико невладиних организација, као што је Human Rights Watch, која је 2012. године објавила да стотине хиљада радника миграната, углавном из Јужне Азије, који раде на грађевинарству, ризикује озбиљну експлоатацију и злостављање, које понекад укључује и присилни рад. Свијест о стању људских права порасла је на међународном нивоу након што је Катар изабран да организује Свјетско првенство 2022. и од тада су се догодиле неке реформе, укључујући двије велике промјене — да се дозволи радницима мигрантима да промијене посао без дозволе послодавца, као и одређивања веће минималне плате за све раднике, без обзира на националност.
Домаће службенице, које су често сиромашне жене из земаља југоисточне Азије, имају мало права и могу да постану жртве трговине људима, а понекад бивају присиљене на проституцију. Такође, постоје ограничења индивидуалних права, као што је слобода говора, а постоје и закони о содомији, како би кажњавали хомосексуалне мушкарце. Правни систем Катара је мјешавина грађанског и исламског права. Бичевање се примјењује као казна, а смртна казна, која је ријетка у новије вријеме, извршена је 2020. године, први пут након 17 година.

### Радници мигранти, оптужбе за ропство и смрти
Једно од најчешћих питања око Свјетског првенства у Катару било је поступање према радницима ангажованим на изградњи инфраструктуре. Организација Human Rights Watch и Међународна конфедерација синдиката (ITUC), навели су да систем Кафала оставља раднике мигранте подложним систематском злостављању. Радници нису могли да промијене посао или чак да напусте земљу без дозволе свог послодавца. У новембру 2013. организација Amnesty International је објавила да се у Катару догађа „озбиљна експлоатација“, укључујући раднике који су морали да потпишу лажне изјаве да су примили плату да би повратили своје пасоше. Након посјете радном кампу, Шаран Бароу из организације ITUC, изјавила је да ако двије године након додјеле Свјетског првенства влада Катара није урадила основе, она није посвећена људским правима. Комитет Катара 2022. објавио је: „наша посвећеност је да промијенимо услове рада како бисмо обезбиједили трајно насљеђе побољшаног благостања радника. Свјесни смо да се то не може урадити преко ноћи. Али Свјетско првенство у фудбалу 2022. дјелује као катализатор за побољшања у овој области.
У септембру 2013. часопис The Guardian је објавио да су радници били суочени са лошим условима јер су компаније које су се бавиле изградњом инфраструктуре за првенство, присиљавале раднике да остану одбијајући да им дају обећане плате и ускраћујући им неопходне дозволе за радну личну карту, што их чини илегалним странцима. У извјештају је наведено да постоје докази који сугеришу да се радници суочавају са експлоатацијом и злоупотребама које доводе до модерног ропства, како их је дефинисала Међународна организација рада (ILO), током градње која утире пут за 2022. Видео који је приказан групи за радничка права, приказује мушкарце како живе у радним логорима у нехигијенским и оронулим условима. Након што је The Guardian објавио да су 44 радника из Непала умрла због незгода на раду и срчаних проблема, јер су радили на температурама до 50 °C, секретар синдиката радника Непала, изјавио је: „једине жалопојке којима се у Катару даје пажња јесу тешки климатски услови под којима ће на Свјетском првенству наступити играчи. Нико се, међутим, не бави тиме да су на изградњи стадиона многи имигранти радили у смјенама које трају осам пута више од самог трајања утакмице.”
У мају 2014. Катар је најавио планове за укидање система Кафала, али је примјена одложена до 2016. године, додајући да су чак и обећане реформе спроведене, послодавци би и даље имали значајну моћ над радницима, јер предложени захтјев да се плате морају исплаћивати на одређени банковни рачун не би могао да се примјењује на раднике које плаћају у готовини.
Године 2015. екипа од четири новинара мреже BBC је ухапшена и задржана два дана након што су покушали да извјештавају о стању радника у земљи. Они су изјавили да су претходно добили позив да посјете земљу као гости Владе Катара.
У марту 2016. Amnesty International је оптужила Катар да користи принудни рад, присиљава запослене да живе у лошим условима и ускраћује им плате и пасоше. Такође је оптужила ФИФА да није спријечила изградњу стадиона на „злоупотреби људских права“. Радници мигранти говорили су људима из организације о вербалном злостављању и пријетњама које су добили након што су се жалили да нису примали плате неколико мјесеци. Непалским радницима је било и ускраћено да посјете породице након земљотреса у Непалу 2015.
У октобру 2017. године,  је објавио да је Катар потписао споразум о побољшању ситуације за више од два милиона радника миграната у земљи. Према њима, споразум је предвиђао успостављање суштинских реформи у систему рада, укључујући укидање система Кафала и позитивно би утицао на општу ситуацију радника, посебно оних који раде на инфраструктурним пројектима за Свјетско првенство. Према реформама, радницима више неће бити потребна дозвола послодавца да напусте земљу или промијене посао. У новембру 2017. ITUC је започео трогодишњи програм техничке сарадње са Катаром ради побољшања услова рада и права радника. Катар је увео нове законе о раду како би заштитио права радника миграната: Закон бр. 15 из 2017. године увео је клаузуле о максималном радном времену и уставним правима на годишњи одмор; закон бр. 13 из 2018. укинуо је излазне визе за око 95% радника миграната. На дан 30. априла 2018. ILO је отворио пројектну канцеларију у Катару за праћење и подршку примјењивања нових закона о раду.
У фебруару 2019. Amnesty International је објавила да Катар не испуњава обећане реформе рада прије почетка првенства, што је став који је ФИФА подржала. Они су такође истакли да се злоупотребе и даље дешавају. У мају 2019. истрага британског часописа Daily Mirror, открила је да су неки од 28.000 радника на стадионима били плаћени 750 катарских ријала мјесечно, што је еквивалентно 190 фунти мјесечно или 99 пенија на сат за типичну 48-часовну седмицу. У октобру 2019. године,  је објавио да је Катар предузео кораке напријед у очувању права радника миграната.
У априлу 2020. влада Катара је обезбиједила 824 милиона долара за исплату плата радника миграната који су били у карантину или на лијечењу од ковида 19.
У августу 2020. катарска влада је објавила да ће нова мјесечна минимална плата за све раднике бити 1.000 ријала, односно 275 америчких долара, што је повећање у односу на претходну минималну плату. Нови закони ступили су на снагу у марту 2021. године.  је објавио да је „Катар прва земља у региону која је увела недискриминаторну минималну плату, што је дио низа историјских реформи закона о раду у земљи“, али је група за кампању — Мигрантска права, објавила да је нова минимална плата прениска да би задовољила потребе радника миграната са високим трошковима живота у Катару. Такође, послодавци су били обавезни да плате 300 ријала за храну и 500 ријала за смјештај, ако то запосленима не обезбиједе директно. Потврда без приговора је уклоњена како би запослени могли да мијењају посао без сагласности садашњег послодавца. Такође је формирана Комисија за минималну плату да провјери примјењивање закона.
У фебруару 2021. The Guardian је објавио извјештај користећи податке из амбасада и националних страних бироа за запошљавање да би процијенио број мртвих радника миграната од када је организација Свјетског првенства додијељена Катару. Бројке које је користио The Guardian не укључују занимање или мјесто рада, тако да смртни случајеви не могу да се повежу са програмом изградње инфраструктуре за Свјетско првенство, уз напомену да је „веома значајан дио радника миграната који су умрли од 2011. био само у земљи јер је Катар освојио право да буде домаћин првенства.“
У марту 2021. Hendriks Graszoden, добављач травњака за Свјетско првенство 2006. и за Европска првенство 2008. и 2016. године, одбио је да снабдијева Катар травњацима за Свјетско првенство. Према ријечима портпарола компаније Gerdien Vloet, један од разлога за ову одлуку биле су оптужбе за кршење људских права.
У извјештају из септембра 2021. Amnesty International је критиковао Катар због тога што није истражио смрт радника миграната.
У интервјуу за телевизију Al Jazeera из децембра 2021. генерална секретарка ФИФА — Фатма Самура, изјавила је да је ФИФА развила општи оквир за структурирање и усмјеравање имплементације својих одговорности и посвећености људским правима, објављен 2017. године, а Катар је примијенио те препоруке.
У фебруару 2022. године, мексичка економисткиња која је радила за организациони комитет Катара за Свјетско првенство — Паола Шитекат, изјавила је да је морала да побјегне из Катара како би избјегла могућу затворску казну за ванбрачни секс, након што је пријавила катарским властима да је нападнута, а они су јој тражили да уради тест на невиност. У априлу 2022. Катар је одустао од кривичног поступка против ње, што је поздравила организација Human Rights Watch и случај против ње је затворен.
На конгресу ФИФА у Дохи у марту 2022, Лиз Клавенес, челница фудбалског савеза Норвешке, критиковала је ФИФА што је додијелила организацију првенства Катару, наводећи различите контроверзе око турнира. Она је изјавила: „ФИФА је 2010. године додјељивала Свјетска првенства на неприхватљив начин са неприхватљивим посљедицама. Људска права, једнакост, демократија: суштински интереси фудбала нису били у почетних 11 све до много година касније. Ова основна права су притиснута на терен као замјене спољним гласовима. ФИФА се позабавила овим питањима, али је још дуг пут до тога.“ Хасан ел Тавади, генерални секретар кандидатуре Катара за првенство 2022. критиковао је њене примједбе због игнорисања недавних реформи рада у земљи. У мају 2022. Amnesty International је оптужила ФИФА да гледа на другу страну док хиљаде миграната раде у условима „принудног рада”, тврдећи да је ФИФА требало да захтијева заштиту рада као услов за организацију првенства.
У августу 2022. катарске власти су ухапсиле и депортовале преко 60 радника миграната који су протестовали због неисплате плата од стране њиховог послодавца — Al Bandary International Group, велике грађевинске и угоститељске фирме. Неки од демонстраната, из Непала, Бангладеша, Индије, Египта и Филипина, нису добили плате седам мјесеци. Тијело за радничка права — Equidem, са сједиштем у Лондону, објавило је да је већина послата кућама. Министарство рада Катара је саопштило да исплаћује раднике компаније и предузима даље мјере против ње, након што је већ била под истрагом због неисплате плата.
У септембру 2022. године,  је објавила резултате анкете у којој је учествовало преко 17.000 фудбалских навијача из 15 земаља. Према анкети, 73% подржава идеју да ФИФА искористи дио новца који ће прикупити на Свјетском првенству 2022. за компензацију радницима мигрантима у Катару за кршење људских права. ФИФА је одговорила саопштењем у којем се констатује напредак у политици односа према катарским радницима мигрантима, објавивши: „ФИФА ће наставити своје напоре да омогући одштету за раднике који су можда били штетно погођени радом у вези са Свјетским првенством, у складу са својом политиком људских права и одговорностима према релевантним међународним стандардима.“
Дана 28. септембра 2022. данска компанија за спортску одјећу — Hummel, представила је „ублажене“ комплете репрезентације Данске за првенство, у знак протеста због бројних кршења људских права у Катару. Један од комплета опреме, укључује црни алтернативни комплет који представља „боју жалости“, а који се односи на спор између компаније Hummel и организатора Свјетског првенства у Катару, у којем је Hummel тврдио да су хиљаде радника миграната погинули током изградње објеката.
Компанија Hummel је у објави на друштвеној мрежи  Instagram написала:
„Са новим дресовима данске репрезентације, жељели смо да пошаљемо двоструку поруку. Они нису само инспирисани Европским првенством 1992. одајући почаст највећем фудбалском успјеху Данске, већ и протестом против Катара и стања људских права код њих. Због тога смо ублажили све детаље за нове дресове Данске за Свјетско првенство, укључујући наш лого и иконичне шевроне. Не желимо да будемо видљиви током турнира који је коштао хиљаде људи живота. Навијамо за данску репрезентацију до краја, али то није исто што и навијање за Катар као државу домаћина. Вјерујемо да спорт треба да окупља људе. А када није, желимо да дамо изјаву.“
У октобру 2022. мјесец дана прије почетка првенства, Amnesty International је објавила да се и даље крше права радника миграната.

### ЛГБТ навијачи
Правни статус хомосексуалности у Катару привукао је пажњу у медијима; истополни сексуални односи између мушкараца су незаконити у Катару, а прекршиоцима пријети новчана казна и до седам година затвора. Часопис Gay Times је објавио да нема познатих случајева да је смртна казна изречена за хомосексуалне односе у Катару.  Предсједник ФИФА — Сеп Блатер, првобитно је изјавио: „рекао бих да треба да се уздрже од било каквих сексуалних активности“; накнадно је додао: „ми [ФИФА] не желимо никакву дискриминацију. Оно што желимо да урадимо је да отворимо ову игру свима и да је отворимо за све културе и то је оно што радимо 2022. године“. Након гласина и навода да ће Катар увести „медицинске скрининг тестове“ како би „откривао“ и забранио хомосексуалцима улазак у земљу, ЛГБТ активиста Питер Тачел, изјавио је да ФИФА сада нема опцију осим да откаже првенство у Катару. Објављено је да такав тест не постоји, а касније је откривено да је тај приједлог дошао из Кувајта, а не из Катара.
Дана 8. децембра 2020, Катар је најавио да ће поштовати правила ФИФА о промовисању толеранције и да ће заставе дугиних боја бити дозвољене на стадионима на првенству. Извршни директор Свјетског првенства 2022. — Насер ел Катер, изјавио је: „Када је ријеч о дугиним заставама на стадионима, ФИФА има своје смјернице, она има своја правила и прописе, шта год да буду, ми ћемо их поштовати.“
На дан 16. јануара 2022. аустралијски геј фудбалер — Џош Кавало изјавио је: „ако ствари могу да се промијене, много живота ће бити боље, тако да сам узбуђен што ћу видјети шта Катар може да уради са овим Свјетским првенством и да ли се закони могу промијенити. Мислим да је то фантастична прилика“.
Извршни директор Фудбалског савеза Енглеске Марк Булингем 21. септембра 2022. поручио је ЛГБТ+ паровима да се неће суочити с хапшењем док се држе за руке или се љубе у јавности у Катару.

## Клима
Како се Свјетско првенство обично одржава током љета на сјеверној хемисфери, вријеме у Катару је забрињавало фудбалске раднике, јер су температуре достизале више од 50 степени целзијуса. Два доктора из катарске спортске болнице Аспетар у Дохи, који су дали интервју у новембру 2010. за часопис Qatar Today, изјавили су да ће клима бити проблем, наводећи да ће клима у региону „утицати на нивое перформанси са здравственог становишта“ професионалних спортиста, посебно фудбалера, као и да би вријеме опоравка између утакмица било дуже него у умјереној клими и да би се, на терену „правило више грешака”. Осим тога, један од доктора је рекао да је потпуно привикавање на катарску климу немогуће. Инспекцијски тим за процјену ко ће бити домаћин првенства, рекао је да Катар представља „висок ризик“ због временских прилика. Блатер је првобитно одбацио критике, али је у септембру 2013. рекао да ће извршни комитет ФИФА процијенити изводљивост да се првенство одржи зими умјесто љети.

### Одредбе унутар стадиона
Извршни директор кандидатуре Катара Хасан ел Тавади изјавио је да „топлина није и неће бити проблем“. На званичном сајту кандидатуре Катара написано је:
Сваки од пет стадиона ће искористити снагу сунчевих зрака како би обезбиједио хладно окружење за играче и навијаче, претварајући соларну енергију у електричну енергију, која ће се затим користити за хлађење навијача и играча на стадионима. Када се утакмице не одржавају, соларне инсталације на стадионима ће извозити енергију у електричну мрежу. Током утакмица, стадиони ће црпити енергију из мреже. Ово је основа за стадионску угљичну неутралност. Заједно са стадионима, планирамо да технологије хлађења које смо развили учинимо доступним другим земљама у врућим климатским условима, тако да и они могу да буду домаћини великих спортских догађаја.

### Свјетско првенство зими
Идеја о организовању првенства зими, сматрана је контроверзном; Блатер је изјавио да се првенство неће одржати у јануару или фебруару, јер би могло би да буде у сукобу са Зимским олимпијским играма 2022, док су други изразили забринутост због одржавања у новембру или децембру, јер би могао да буде у сукобу са сезоном Божића, иако у Катару живи претежно муслиманско становништво. Премијер лига је изразила забринутост због помјерања првенства током зиме на сјеверној хемисфери, јер би то могло да омета локалне лиге. Предсједник фудбалског савеза Енглеске — Грег Дајк, недуго након што је ступио на позицију 2013. године, изјавио је да је спреман да подржи да се првенство одржи зими или да се премјести у другу земљу. Члан извршног комитета ФИФА — Тео Цванцигер, изјавио је да је додјељивање Свјетског првенства пустињској држави Катар, била „очигледна грешка“ и да би било какво потенцијално пребацивање на одржавање зими било неизводљиво због утицаја на главне европске домаће лиге. А након Цванцигера, Сеп Блатер, тадашњи предсједник ФИФА, такође је изјавио да је додјељивање првенства Катару било грешка, наводећи осим проблема са врућином, „политичке и геополитичке реалности“.
У октобру 2013. године, радна група је добила задатак да размотри алтернативне датуме и да извјештава послије Свјетског првенства 2014. у Бразилу. Почетком 2014. године, генерални секретар ФИФА — Жером Валке, предухитрио је радну групу, изјавивши: „искрено, мислим да ће се то догодити између 15. новембра и краја децембра, јер је тада вријеме повољније. Више личи на прољеће у Европи.“ Са његовом изјавом се нису слагали неки челници ФИФА, због могућег сукоба са сезоном Божића, а потпредсједник ФИФА — Џим Бојс, на његову изјаву одговорио је: „то апсолутно није одлучено што се тиче извршног комитета. Договорено је да се сви заинтересовани састанку, сви актери би требало да дају свој допринос и тада би одлука била донесена, а та одлука, колико ја разумијем, неће бити донијета до краја 2014. или састанка Извршног одбора у марту 2015. Како ствари стоје, остаће на љету, а одлука се очекује до краја 2014. или марта 2015. године.“ Друга опција за рјешавање проблема са топлотом била је промјена датума одржавања првенства током зиме на сјеверној хемисфери, када би клима у Катару била хладнија. Та опција се показала једнако проблематичном, јер би то пореметило календар бројних домаћих лига, посебно у Европи.
Члан Извршног комитета ФИФА — Франц Бекенбауер, изјавио је да би Катару могло да буде дозвољено да буде домаћин првенства зими. Приједлог је образложио тиме да би Катар штедио новац који би иначе потрошили на хлађење стадиона, изјавивши: „требало би размислити о другом рјешењу. У јануару и фебруару тамо имате угодних 25 °C. „Катар је побиједио на гласању и заслужује фер шансу као први домаћин са Блиског истока“. На церемонији у Катару поводом додјеле Свјетског првенства, Блатер се сложио да је та сугестија вјеродостојна, али је ФИФА касније појаснила да ћу сваку промјену у односу на позицију кандидатуре за утакмице од јуна до јула морати да предложи домаћин првенства. Бекенбауер је касније добио забрану било какве активности везане за фудбал на 90 дана, од стране ФИФА, након што је одбио да сарађује у истрази подмићивања.
Идеју о одржавању првенства током зиме у Европи, подржао је предсједник УЕФА — Мишел Платини, који је истакао да је спреман да у складу са тим преуреди европска клупска такмичења. Платини је на гласању за избор домаћина дао глас Катару, за организацију првенства током љета. Блатер је такође изјавио да упркос климатизованим стадионима, првенство представља више од самих утакмица и да укључује друге културне догађаје и у вези са тим, он је поставио питање да ли навијачи и играчи могу да буду дио тога на љетњим температурама.
Поред примједби европских лига, Френк Лоуи, предсједник фудбалског савеза Аустралије, изјавио је да би промјена датума првенства са љета на зиму пореметила распоред А лиге и рекао је да ће тражити објештећење од ФИФА уколико донесе такву одлуку. Ричард Скудамор, извршни директор Премијер лиге, изјавио је да ће размотрити тужбу против ФИФА, јер би тај потез ометао популарни програм Премијер лиге за Божић и Нову годину.
Објављено је да је ФИФА у септембру 2013. године, водила разговоре са емитерима о одлуци да промијени датум одржавања првенства, јер би то могло да изазове потенцијалне сукобе са другим заказаним телевизијским програмима. Телевизијска мрежа Fox Broadcasting Company, која је платила 425 милиона долара за право на емитовање Свјетских првенстава 2018. и 2022. у САД, касније је изразила незадовољство због могуће промјене датума, јер би одржавање зими било у сукобу са НФЛ сезоном, која се 6одржава у истом периоду. Они су истакли да су купили права уз договор да ће се првенство одржати на љето, а ако се промјена ипак догоди, они ће тражити компензацију. Дана 12. фебруара 2015, ФИФА је додијелила мрежи Fox Broadcasting Company права на Свјетско првенство 2026. године, а да није покренула процес надметања са мрежама ESPN, NBC и другим заинтересованим емитерима у САД. Ричард Сандомир из часописа The New York Times, објавио је да је ФИФА то урадила како би избјегла да их Fox тужи судовима у САД, што би према америчком правном систему могло да натјера ФИФА да отвори своје књиге и разоткрије сваку могућу корупцију. Ден Роан, спортски уредник за BBC, изјавио је: „ФИФА није важно да ли су ривалске мреже ESPN и NBC можда хтјеле да се надмећу или да ли би више новца могло бити генерисано за добробит спорта да је одржан одговарајући процес. Као и увијек, чинило се да се ФИФА бринула о себи“.
Дана 24. фебруара 2015. најављено је да ће првенство бити одржано зими, а планирано је да се одржи између новембра и децембра. Коментатори су истакли да ће сукоб са сезоном Божића вјероватно изазвати поремећаје, а истакли су и забринутост због тога колико ће првенство бити кратко. Објављено је да ће и Афрички куп нација 2023. такође бити помјерен са јануара на јун, како би се избјегло да афрички играчи играју два турнира у кратком периоду, иако монсунска кишна сезона у земљи домаћину Гвинеји почиње отприлике у то вријеме.

## Саобраћај
На отварању представништва организације International Association of Public Transport (UITP) у Катару, Јасим бин Саиф ел Сулаити, министар саобраћаја, изјавио је: „Катар тренутно ради на развоју напредне саобраћајне инфраструктуре у земљи, која не само да ће нам помоћи да се припремимо за домаћинство Свјетског првенства у фудбалу 2022. већ ће бити насљеђе за наш народ и нашу земљу. Доха метро, мрежа са четири интегрисане линије покривала би 233 km и 96 станица. У првој фази, мрежа би се кретала у дужини од 84 km и укључивала би 38 станица до 2019. У Лусаилу би постојала мрежа за лаки жељезнички саобраћај, Lusail LRT, са 32 km пруга и 35 станица. Пројекат је повезан са мрежом Доха метро.“

### Улице и аутопутеви
Уредник часописа , написао је 2014. године: „Катар тренутно има око 2.500 km аутопутева, а израђен је план за 8.500 km до 2020. поред аутобуских линија јавног превоза.“ Он је цитирао Јасима бин Саифа ел Сулаитија, министра саобраћаја, који је изјавио: „локални путеви се сада протежу до подручја које покрива 9.500 km и предвиђени план је да се ово подручје повећа на 34.000 km 2020. године. тренутно има 160 мостова који повезују путеве и очекује се да ће број мостова достићи 200 до 2020. године, уз повећање броја тунела са садашњег на 32 у будућности.“

### Јавни превоз
Уредник часописа , написао је 2014. године: „у току је рад на побољшању јавног аутобуског превоза и инфраструктуре и направљен је план акције за период од пет година“. Он је цитирао Јасима бин Саифа ел Сулаитија, министра саобраћаја, који је изјавио: „Катар је издвојио 5 милијарди ријала у наредних пет година за развој тренутног броја од 400 аутобуса у компанији за јавни превоз, у мрежу од 2.000 аутобуса.“

## Трошкови
Према неким процјенама, Свјетско првенство ће коштати Катар око 138 милијарди фунти, што је око 60 пута више од 3,5 милијарди долара колико је Јужноафричка Република потрошила на Свјетско првенство 2010. Никола Ритер, њемачки правни ред се Тврдња сја би му се ни це сеи финансијски аналитичар, рекао је на самиту инвеститора одржаном у Минхену да ће 107 милијарди фунти бити потрошено на стадионе и објекте, а још 31 милијарда на саобраћајну инфраструктуру. Ритер је рекао да ће 30 милијарди фунти бити потрошено на изградњу климатизованих стадиона, а 48 милијарди на објекте за тренинг и смјештај за играче и навијаче. Планирано је да буде потрошено око 28 милијарди на стварање новог града под називом Лусаил, који ће окруживати стадион Лусаил Ајконик, домаћина утакмица отварања и финала првенства.
Према извјештају који је у априлу 2013. објавила компанија Merrill Lynch, одјељења за инвестиционо банкарство  ≠и организатори у Катару, затражили су од ФИФА да одобри мањи број стадиона због растућих трошкова.  је објавио да Катар жели да смањи број стадиона на 8 или 9 са првобитно планираних 12. У извјештају објављеном 9. децембра 2010. Блатер је навео да би сусједи Катара могли да буду домаћини неких утакмица током првенства, али ниједна посебна држава није наведена у извјештају. Блатер је додао да сваку такву одлуку прво мора да донесе Катар, а затим да је одобри извршни комитет ФИФА. Јордански принц — Али бин ел Хусеин, изјавио је за аустралијски Associated Press да би одржавање утакмица у Бахреину, Уједињеним Арапским Емиратима и вјероватно Саудијској Арабији, помогло да се људи из региона укључе током првенства.

## Културна и политичка питања

### Катар и фудбал
У вријеме када је добио организацију првенства 2010. године, Катар је био на 113. мјесту на ФИФА ранг листи, а никада раније се није квалификовао на Свјетско првенство. Најбољи резултат који је до тада остварио на Азијском купу, била је прва елиминациона фаза — четвртфинале 2000. када је прошао групу са трећег мјеста и испао од Кине. Највећи успјех на турнирима било му је освајање Купа Персијског залива, који је освојио два пута, оба као домаћин. Од када је изабран за домаћина Свјетског првенства, освојио је Куп Персијског залива по трећи пут 2014. и Азијски куп 2019. Катар ће бити најмања земља домаћин Свјетског првенства, четири пута мањи од домаћина првенства 1954. — Швајцарске. Такође, до 2010. године, када је изабран за домаћина, Катар је имао сталну популацију мању од милион људи, што је мање од 1,7 милиона становника које је имао домаћин првенства 1930. — Уругвај, али се до 2019. популација Катара повећала на преко 2,5 милиона становника. Ове чињенице су неке навеле да доводе у питање снагу фудбалске културе у Катару и да ли их је то учинило неприкладним домаћинима Свјетског првенства.
Фудбалски савез Катара је постао познат по томе што натурализује играче из страних земаља да играју за репрезентацију. Најпознатији натурализовани играчи су Себастијан Сорија који је рођен у Уругвају, као и два играча рођена у Бразилу — Луис Жуниор и Емерсон Шејк, који је прије тога наступао за репрезентацију Бразила до 20 година. Фудбалски савез Катара је раније покушавао да подстакне играче из других држава, који нису дебитовали за репрезентацију, да пређу да играју за Катар. Међу њима су била и тројица бразилских играча који су тада играли у Њемачкој — Аилтон, Деде и Леандро 2004. године, од којих нико никада није играо у Катару нити је имао друге везе са Катаром, а које је савез покушао да ангажује како би помогли репрезентацији да се квалификује на Свјетско првенство 2006. ФИФА је блокирала те потезе и пооштрила услове за квалификовање за националне тимове.

### Алкохол
Хасан Абдула ел Тавади, извршни директор кандидатуре Катара, изјавио је да ће муслиманска држава такође дозволити конзумацију алкохола током првенства. Објављено је да ће бити успостављене посебне зоне за навијаче, у којима ће моћи да се купи алкохол. Иако исељеници могу да купују алкохол, а одређена предузећа могу да продају алкохол уз дозволу, пиће у јавности није дозвољено јер је правни систем Катара заснован на шеријату.
У фебруару 2022. године, извршни директор за комуникације у врховном комитету — Фатма ел Нуаими, изјавила је у интервјуу да ће алкохол бити доступан у одређеним зонама за навијаче изван стадиона и на другим катарским званичним угоститељским објектима. Објављено је да ће производи Бадвајзер бити доступни унутар стадиона.
У јулу 2022. објављено је да ће навијачима бити дозвољено да уносе алкохолна пића на стадионе, али се алкохолна пића неће продавати на самим стадионима. Касније је објављено да се планови још довршавају.

### Пласман Израела на првенство
Шеф катарске делегације за кандидатуру је изјавио да ће Израел, ако се квалификује, моћи да се такмичи на Свјетском првенству, упркос томе што Катар не признаје државу Израел. Израел је у групи Ф квалификација завршио на трећем мјесту и није се пласирао на првенство.

## Контроверзе о корупцији
Након додјеле организације првенства Катару, појавиле су се бројне оптужбе за подмићивање или корупцију у поступку избора домаћина, који укључују чланове Извршног одбора ФИФА.

### 2011.
У мају 2011. године наводи о корупцији у оквиру високих званичника ФИФА, покренули су питања легитимитета одржавања првенства у Катару. Према тадашњем потпредсједнику ФИФА — Џеку Ворнеру, објављен је мејл о могућности да је Катар „купио“ Свјетско првенство подмићивањем преко Мохамеда бин Хамама, који је тада био предсједник Азијске фудбалске конфедерације. Званичници кандидатуре Катара, одбацили су било какве малверзације. Узбуњивач, за кога је касније откривено да је Фаедра Алмахид, изјавио је да је Катар уплатио 1,5 милиона долара на рачуне неколико афричких званичника. Она је касније повукла своје тврдње о подмићивању, наводећи да их је измислила да би могла да се освети комитету за организацију првенства, због смањења њеног посла са њима. Такође је негирала да је била изложена било каквом притиску да би повукла своју изјаву. ФИФА је потврдила да је добила мејл од ње у којем повлачи своје оптужбе.

### 2014/15.
У марту 2014. године, објављено је да је фирма повезана са успјешном кандидатуром Катара, платила члану одбора ФИФА — Џеку Ворнеру и његовој породици око два милиона долара. Часопис The Daily Telegraph, објавио је да амерички ФБИ истражује Ворнера и његове наводне везе до кандидатуре Катара.
На дан 1. јуна 2014. године, часопис The Sunday Times, објавио је да су добили документацију, укључујући мејлове, писма, слова и банковне трансфере који су наводно доказали да је Бин Хамам платио више од 5 милиона долара фудбалским званичницима да подрже кандидатуру Катара. Бин Хамам и сви остали који су били оптужени за прихватање мита, негирали су оптужбе.
Касније у јуну 2014. године, директор компаније Qatar Airways — Акбар ел Бакер, дао је интервју њемачким медијима, у којем је навео да оптужбе долазе од оних који су вођени завишћу и неповјерењем у Катар и не желе да се првенство одржи тамо, као и да земља није добила поштовање које заслужује због својих напора да организује Свјетско првенство. Он је такође изјавио да емир Катара строго кажњава и забрањује случајеве корупције и подмићивања, са политиком нулте толеранције.
У интервјуу објављеном 7. јуна 2015. године, Доменико Скала, шеф Одбора за ревизију и усаглашеност ФИФА, изјавио је да постоје докази да су домаћинства Катару и Русији додијељена само због куповине гласова и да се могу отказати.

#### Извјештај о истрази Етичког одбора ФИФА
Године 2014. ФИФА је именовала Мајкла Гарсију као свог независног етичког истражитеља, да би се размотрили наводи подмићивања против Катара и Русије, домаћина Свјетских првенстава 2018. и 2022. Гарсија је истраживао свих девет кандидатура и 11 земаља које су биле укључене у понуде за организацију првенстава 2018. и 2022. а такође је разговарао са свим особама повезаним са кандидатурама и тражио од свједока да иступе са доказима. На крају истраге, он је поднио извјештај са 430 страница у септембру 2015. године. Управљачко тијело ФИФА је затим ангажовало њемачког судију Ханса Јоахима Екерта, који је прегледао и представио сажетак извјештаја на 42 странице. Он је у свом сажетку објавио да Катар и Русија нису били умијешани у наводно подмићивање, уз напомену да је Катар „поставио академију Aspire sports у центар кандидатуре на значајне начине“, али није „компромитовао интегритет“ укупног процеса кандидатуре. Гарсија је реаговао након неколико сати, наводећи да је сажетак „материјално непотпун“ и са „погрешно представљеним чињеницама и закључком“. Године 2017. њемачки новинар Петер Розберг, који је тврдио да је на друштвеној мрежи Facebook објавио да сажетак извјештаја „не даје доказ да је Свјетско првенство 2018. или 2022. године купљено“ и изјавио је да ће он објављивати потпуни извјештај мало по мало. То је приморало ФИФА да објави оригинални извјештај истражитеља Гарсије. Према извјештају, нема никаквих доказа о корупцији против домаћина првенства 2022. али је објављено да су кандидати тестирали правила понашања до границе.

### 2019.
У јануару 2019. Бонита Мерсијадес, узбуњивач из кандидатуре Аустралије за Свјетско првенство 2022. објавила је књигу у којој се наводи да су у мјесецима прије гласања у децембру 2010. руководиоци ФИФА били приватно забринути да би побједа Катара оставила финансијски мањак за владајуће тијело 2022. због чега су склопили посао према којем је Al Jazeera (сада beIN Sports) пристала на тајни договор да плати 100 милиона долара ако Катар побиједи на избору. Према књизи, посао се догодио уз учешће и знање Жерома Валкеа, генералног секретара ФИФА у то вријеме, коме је касније забрањено да се бави фудбалом на девет година због корупције. The Mail on Sunday је упутио питање телевизији beIN Sports о оптужбама, чији је портпарол окарактерисао бонус као „производне доприносе“ који су „стандардна тржишна пракса и коју емитерима често намећу спортски савези и носиоци спортских права“.
Према процурјелим документима до којих је дошао The Sunday Times, катарска државна телевизија — Al Jazeera, тајно је понудила ФИФА 400 милиона долара за права на емитовање, само 21 дан прије него што је објављено да ће Катар бити домаћин првенства 2022. Уговор је такође документовао тајни телевизијски договор између ФИФА и катарских државних медија који су преносили телевизију Al Jazeera, да ће 100 милиона долара такође бити уплаћено на одређени рачун ФИФА само ако Катар побиједи на гласању 2010. Додатних 480 милиона долара је такође понудила Влада државе Катар, три године након почетне понуде, чиме је укупна понуда Катара за домаћинство првенства 2022. износила 880 милиона долара. Документи су касније постали дио истраге швајцарске полиције о подмићивању. ФИФА је одбила да коментарише истрагу и одговорила је мејлом часопису The Sunday Times, написавши: „наводе повезане са кандидатуром за ФИФА Свјетско првенство 2022. већ је опширно коментарисала ФИФА, која је у јуну 2017. објавила Гарсијин извештај у потпуности на сајту Fifa.com. Штавише, имајте на уму да је ФИФА поднијела кривичну пријаву Канцеларији државног тужиоца Швајцарске, која је још у току. ФИФА је сарађивала и наставиће да сарађује са властима.“ Портпарол телевизије beIN Sports је у једној изјави за медије изјавио да компанија неће „реаговати на непоткријепљене или необуздане спекулативне оптужбе.“
Дамијан Колинс, члан парламента Уједињеног Краљевства и предсједник британског парламентарног одбора, позвао је да се уплате од стране Al Jazeera замрзну и покренуо је истрагу о уговору пошто он „изгледа да је у очигледном кршењу правила“.
Бившег предсједника Уефе Мишела Платинија ухапсила је француска полиција 18. јуна 2019. због постојања сумње у виду правичности додјеле организације првенства Катару. Он је притворен у Канцеларији за борбу против корупције правосудне полиције ван Париза. Хапшење је представљало први значајни јавни потез у истрази о корупцији коју је двије године раније покренула организација Parquet National Financier, која је одговорна за спровођење закона против тешког финансијског криминала.

## Бојкот

### Од стране клубова
Норвешки фудбалски клуб Тромсе објавио је саопштење у којем позива на бојкот Свјетског првенства 2022. послије извјештаја о „савременом ропству” и „алармантом броју смртних случајева” између осталих забринутости које су исказали у саопштењу. Клуб је позвао Фудбалски савез Норвешке да подржи такав бојкот.
Реагујући на дипломатску кризу у Катару 2017. године, Рајнхард Гриндел, предсједник Фудбалског савеза Њемачке, изјавио је следеће у јуну 2017: „Фудбалски савези свијета треба да закључе да се велики турнири не могу одржавати у земљама у којима се крше људска права. Фудбалски савез Њемачке ће разговарати са Уефом и Савезном владом Њемачке како би процијенио да ли да бојкотује првенство у Катару 2022.“ Дана 26. марта 2021. године, Фудбалски савез Њемачке објавио је да се противи бојкоту првенства, али да ће њихови играчи учествовати у кампањи за унапређење људских права за све. Истог дана, селектор репрезентације Белгије Роберто Мартинез изјавио је за CNN да би била велика грешка бојкотовати првенство.
Дана 20. јуна 2021. године, Фудбалски савез Норвешке, на ванредном конгресу, одлучио је да не бојкотује првенство 2022.
Дана 20. октобра 2021. године,  је објавио да је Фудбалски савез Њемачке у интервјуу на својој веб-страници навео да Њемачка неће бојкотовати првенство 2022. Потпредсједник савеза Питер Питерс изјавио је: „Катар је забиљежио много позитивних помака у последњих неколико година и улога фудбала је да подржи тај развој.”
Дана 27. марта 2022. године, одржан је Четврти стратешки дијалог на високом нивоу између Државе Катар и Канцеларије Уједињених нација за борбу против тероризма, гдје је споразум продужен на још три године. Према извјештају канцеларије, Катар је остао други највећи донатор у кампањи међу 35 других донатора.

### Инвазија Русије на Украјину
Након инвазије Руске Федерације на Украјину у фебруару 2022. године, Фифа је објавила да утакмице неће моћи да се играју у Русији, али да ће репрезентација Русије моћи да учествује у плеј-офу за пласман на првенство, након чега су Пољска, Чешка, Шведска и Енглеска, објавиле да неће играти против Русије.
Фифа је 27. фебруара 2022. увела бројне санкције које утичу на учешће Русије у међународном фудбалу. Русији је забрањено да буде домаћин међународних такмичења, а репрезентацији је наређено да све домаће утакмице игра без присуства публике у неутралним земљама. Фудбалска репрезентација Русије није смјела да се такмиче под именом, заставом или химном Руске Федерације што је било слично ситуацији с којом су се суочавали руски спортисти на Олимпијским играма 2020. и другим спортским догађајима. Тим би се такмичио под скраћеницом свог фудбалског савеза — „РФУ” умјесто „Русија”. Наредног дана, Фифа је одлучила да суспендује Русију из међународних такмичења до даљег, укључујући њено учешће на Свјетском првенству 2022.
Неки посматрачи су, иако су одобравали суспензију Русије, истакли да Фифа није казнила Саудијску Арабију због њене војне интервенције у Јемену, Катар због кршења људских права, као и Сједињене Држава због инвазије извршене на Ирак и изазивања рата у тој земљи.